# Epimetasia albalis
Epimetasia albalis là một loài bướm đêm trong họ Crambidae.